# Gilvan Ferreira
Gilvan Ferreira de Souza Junior (Ribeira do Pombal, 20 de setembro de 1992), mais conhecido como Gilvan Junior, Gilvan Ferreira ou simplesmente Gilvan é um político brasileiro, filiado ao Partido da Social Democracia Brasileira. Eleito aos 32 anos nas eleições municipais de 2024, tornou-se o prefeito mais jovem da história de Santo André.

## Vida pessoal
Nasceu em Ribeira do Pombal, na Bahia, e mudou-se para Santo André aos três meses de idade; passou sua infância na Vila Homero Thon. Casou-se aos 18 anos com Jéssica Roberta Pereira, com quem tem dois filhos.

## Política
Antes de ser filiado ao PSDB, foi filiado ao PCdoB, ao PSD e ao Novo.
Durante as gestões do prefeito Paulo Serra, foi secretário de Saúde e de Ações Governamentais além  de superintendente do Semasa (Serviço Municipal de Saneamento Ambiental de Santo André).

### Secretário de Saúde de Santo André (2022-2024)
Em dezembro de 2022 foi anunciado como novo secretário de saúde a partir de 1° de janeiro de 2023 na reforma secretarial divulgada pelo prefeito Paulo Serra, em substituição à José Police Neto (PSD), primeiro suplente de vereador da cidade de São Paulo.
Durante sua passagem pela secretaria de saúde de Santo André, esteve responsável pela execução do Programa QualiSaúde da gestão, que tem como iniciativa a modernização e requalificação da rede municipal de Saúde.
Foi também durante esse período que inaugurou o primeiro Poupatempo da Saúde, equipamento que consiste num ambulatório médico de especialidades que reúne os serviços que antes eram executados nos dois Centros Médicos de Especialidades do Município. O equipamento conta com 45 consultórios e capacidade para atender até 40 mil pessoas por mês, o que significou um aumento da oferta de procedimentos em 40%.

### Candidatura a Prefeito
Em 1° de maio de 2024, foi anunciado oficialmente como candidato a prefeito de Santo André pelo Partido da Social Democracia Brasileira sigla de seu padrinho político, o então prefeito Paulo Serra. Gilvan foi escolhido por Paulinho como seu candidato a sucessão, uma vez que já havia exercido dois mandatos consecutivos a frente do paço municipal Andreense.
A candidata a vice de sua chapa foi Silvana Medeiros, do Avante, então vereadora da cidade. Gilvan e Silvana foram eleitos no primeiro turno com 221.410 votos, que representaram 60,98% dos votos válidos do pleito.

## Desempenho Eleitoral
| Ano  | Eleição                  | Cargo    | Partido | Partido | Coligação | Vice                      | Votos   | Votos  | Votos | Resultado | Ref    |
| Ano  | Eleição                  | Cargo    | Partido | Partido | Coligação | Vice                      | Total   | %      | P.    | Resultado | Ref    |
| ---- | ------------------------ | -------- | ------- | ------- | --- | ------------------------- | ------- | ------ | ----- | --------- | ------ |
| 2024 | Municipal de Santo André | Prefeito |         | PSDB    | Caminho Certo, Futuro Seguro (Fed. PSDB Cidadania, Avante, MDB, PODE, PRD, PSD, Solidariedade e Republicanos) | Silvana Medeiros (Avante) | 221.410 | 60,98% | 1.º   | Eleito    | [ 13 ] |